# مبارزه‌ی چاقویی (فیلم ۲۰۱۲)
مبارزه‌ی چاقویی (انگلیسی: Knife Fight) یک فیلم در ژانر تریلر سیاسی و درام است که در سال ۲۰۱۲ منتشر شد.

## بازیگران
- کری-ان ماس
- راب لو
- جمی چانگ
- ریچارد شیف
- آماندا کرو
- دیوید هاربر
- اریک مک‌کورمک
- فرانکی شا
- جنیفر موریسون
- جولی بوون
- میشل کروزیک
- سافرون باروز
- شرلی منسن
- کیارا د لوکا